# Ongeschreven leer van Plato
Plato is een van de weinige filosofen uit de oudheid van wie we weten dat al het werk is overgeleverd. Des te merkwaardiger kan het daarom overkomen dat er gespeculeerd is en wordt over het bestaan van een ongeschreven leer van Plato. Dit is ingegeven door twee uitlatingen van Plato zelf, en door enkele berichten van Aristoteles, die in zijn Fysica (IV, 209 b 14-15) ook expliciet verwijst naar Plato's agrapha dogmata (ongeschreven leer), en waaraan deze theorie haar naam ontleent.

## Algemeen
Het bericht van Aristoteles is lange tijd beschouwd als een mogelijke aanduiding dat Plato op het laatst van zijn leven een iets meer wiskundige richting opgegaan was met zijn Ideeënleer. Sinds in 1959 het boek van H.J. Krämer, Arete bei Platon und Aristoteles, is verschenen, heeft bij sommigen de mening postgevat, dat Plato altijd al een 'ongeschreven leer' kende, maar dat hij deze bewust niet op schrift heeft gesteld. Dit betreft een Prinzipienlehre (de onderzoekers die het meest geporteerd zijn voor deze opvatting zijn veelal Duits, daar waar de Angelsaksische wereld sceptisch is), waarmee Plato lijkt gekoppeld te worden aan de presocratici wier filosofie veelal in termen van archè (principe) wordt omschreven. De visie impliceert dat er nauwelijks ontwikkeling binnen Plato's denken is geweest, zoals over het algemeen de laatste 150 jaar wordt aangenomen; er wordt van uitgegaan dat Plato een vaststaand filosofisch systeem had. Er is in deze visie eigenlijk geen duidelijke plaats voor de invloed van Socrates op Plato.

## Aanknopingspunten
I. Plato zelf heeft op twee plaatsen aanleiding gegeven tot de veronderstelling dat er 'meer' was dan alleen zijn geschreven werk.
In de Phaedrus (275 d-e) geeft hij te kennen dat het vastgelegde geschreven woord een slecht substituut is voor het levende gesprek tussen mensen. Niets belet dit te zien als een algemeen ervaringsfeit, maar het is ook mogelijk er meer achter te zoeken.
In de zevende brief wordt gezegd dat er aangaande de laatste beginsels van Plato's filosofie geen geschrift bestaat, en ook nooit zal bestaan: Zoveel kan ik wel zeggen van allen die hebben geschreven of nog zullen schrijven, en die pretenderen op de hoogte te zijn van hetgeen mij bezighoudt (...) het is mijns inziens onmogelijk dat ze er ook maar iets van begrepen hebben. Ook bestaat er geen werk van mijn hand, noch zal dat ooit bestaan, dat handelt over deze zaken. Dit valt namelijk niet uit te drukken in woorden (...). Het is pas na een lang en intens samenleven met dit onderwerp dat als het ware plotseling een licht ontspringt in de ziel. Men dient hierbij aan te tekenen dat de authenticiteit van deze brief betwist is.
II. Aristoxenus vertelt in zijn Elementa Harmonica dat zijn leermeester Aristoteles een anekdote placht te vertellen over Plato's Lezing over het Goede, die sterk wiskundig van inhoud bleek te zijn, en waarin betoogd werd dat het peras (beperkte) het goede is, waarop de toehoorders, die een meer ethische inhoud verwacht hadden, teleurgesteld afdropen.
Men kan zijn twijfels hebben over de waarde van zo'n anekdote uit de tweede hand, maar vooral moeilijk voorstelbaar is dat Plato voor een extern publiek, een lezing zou hebben gehouden over juist zijn geheime, ongeschreven leer. Krämer c.s. gaan er echter van uit, dat er regelmatig 'Lezingen over het Goede' werden gehouden in de Academie.
III. Aristoteles citeert door zijn hele werk heen regelmatig Plato's dialogen, of soms verwijst hij ernaar zonder Plato's naam te noemen. Deze verwijzingen gaan evenwel niet vergezeld van waarschuwingen als zou hetgeen in de dialogen staat niet de 'echte' opvatting van Plato vertegenwoordigen. Maar wel is het zo, dat hij soms ook opvattingen van Plato vermeldt die ons niet bekend zijn uit diens geschreven werk. Naast de boven al genoemde passage uit de Fysica slaat dit verder op verscheidene plaatsen in zijn Metafysica en ook op De Anima (404b 24).

## Veronderstelde inhoud
Noot: Onderstaande beschrijving gaat ervan uit dat Plato's ongeschreven leer voor ons niet te doorgronden is, of dat er niet zoveel is dat te doorgronden valt. Het is slechts een poging iets feitelijks weer te geven van de betreffende testimonia, zonder al te veel interpretatie.

### De onbepaalde Tweeheid en het Ene-Goede
De diverse uitingen van Aristoteles over dit onderwerp samengevat komen hier op neer: Zoals de Ideeën de constituerende elementen van de zintuiglijk waarneembare voorwerpen zijn, zo zijn het 'Grote-en-Kleine´en het 'Ene' de constituerende elementen van de Ideeën. Elders duidt hij dit 'Grote-en-Kleine' aan als de 'Onbepaalde Tweeheid'. Voor Aristoteles is alles een samenstel uit vorm en materie, en in zijn visie zou deze Platonische leer begrepen moeten worden als: De Ideeën hebben als 'materie' de Onbepaalde Tweeheid, en als 'vorm' Het Ene.
De meest voor de hand liggende verbinding met de Plato zoals wij die uit zijn geschreven werk kennen is te vinden in de Philebus: daar wordt gesproken over het 'bepaalde' en 'onbepaalde', waaruit alles om ons heen is samengesteld. Dit zou dan naar een hoger plan getild ook voor de Ideeën gelden, waarbij het 'bepaalde' tot het 'Ene' is geworden.
Algemeen Pythagoreïsch is verder de opvatting dat het Ene staat voor het Goede. Ook voor Plato gold dat Eenheid een hogere status had dan al het andere. Dat het Ene dus geïdentificeerd is met het Goede (in de Lezing over het Goede) hoeft dus geen verwondering te wekken. Wanneer men vervolgens dit Ene-Goede laat samenvallen met de Idee van het Goede, zoals beschreven in de Staat, dan heeft men een getuigenis dat Plato al ten tijde van het schrijven van de Staat zijn ongeschreven leer achter de hand had.

### Zijn de Ideeën getallen?
In het bovenstaande is al gerefereerd aan de Pythagoreërs. Op bepaalde plaatsen zegt Aristoteles dat voor Plato de Ideeën getallen waren. En elders dat Plato deze getallen beperkte tot tien (Fysica III, 206b 32, en Metafysica Boek Mu, 1084a 12), een opvatting die Aristoteles niet kan waarderen: er zijn toch meer dan tien Ideeën nodig om al het bestaande te verklaren? Doch volgens velen zou Plato hier refereren aan het tientallig stelsel. Verder schrijft Aristoteles hem ook de pythagoreïserende opvatting toe dat de getallen voortgebracht worden door de 'Onbepaalde Tweeheid' (waarbij dan waarschijnlijk de Ideegetallen bedoeld worden, niet de 'normale' getallen).

## Receptie
Geerten Meijsing: De ongeschreven leer. Een cijferroman in 499 bladzijden, 144.000 woorden en 499 voetnoten. Amsterdam, 1995. In deze roman gebruikt Meijsing het thema van Plato's ongeschreven leer.